# 婆缪峰
婆缪峰（Mount Pomiu）位于中国四川省西部阿坝州小金县境内，属于邛崃山脉，海拔5413米，隔着长坪沟与四姑娘山相望，属于四姑娘山风景区的一部分。
婆缪峰山体呈金字塔形，是一座难于攀登的高海拔技术型山峰，属于大岩壁攀登。1982年由一支美国探险队完成首登。